# فلورنس ديفوار
فلورنس ديفوار أو فلورنس نيبار-ديفوار (بالفرنسية: Florence Jacqueline Sylvie Devouard)‏ (مولودة في 10 سبتمبر 1968) كانت رئيسة مؤسسة ويكيميديا خلفا لجيمي ويلز منذ أكتوبر 2006. حتى يوليو 2008. وحسابها على ويكيبيديا هو Anthere.
عاشت ديفوار طفولتها الأولى في مدينة غرونوبل الفرنسية، ثم انتقلت إلى مدينة أنتويرب وعاشت هناك لبعض الوقت ثم انتقلت إلى الولايات المتحدة الأمريكية قبل أن تسافر عام 2005 إلى مدينة كليرمون - فيران للإقامة هناك ومازلت إلى اليوم مقيمة فيها، فورانس ديفوار متزوجة ولها ثلاثة أطفال.
درست فلورنس العلوم الزراعية وحصلت على الشهادة النهائية كمهندسة زراعية من مدرسة العلوم الزراعية والصناعات الغذائية في نانسي.